# Stubenberghaus (Schutzhütte)
Das Stubenberghaus ist eine Schutzhütte der Sektion Graz des Österreichischen Alpenvereins am Schöckl im Grazer Bergland in der Gemeinde Sankt Radegund bei Graz. Das Haus ist die einzige denkmalgeschützte alpine Schutzhütte Österreichs.

## Geschichte
Die Schutzhütte wurde vom Steirischen Gebirgsverein nach den Plänen von Friedrich Sigmundt (1856–1917) in den Jahren 1889/90 erbaut und am 15. September 1890, unter anderem im Beisein von Ferdinand Portugall (1837–1901), Bürgermeister von Graz, durch den Vereinsobmann und Grazer Rechtsanwalt Julius Ritter von Plazer feierlich eröffnet. Benannt ist das Haus nach dem Förderer Joseph (Felix Adolf) Graf zu Stubenberg (1824–1896).
Am 4. August 1901 wurde im Hotel Stubenberghaus eine von Hans Brandstetter (1854–1925) zu Ehren von Julius von Plazer geschaffene Büste enthüllt.

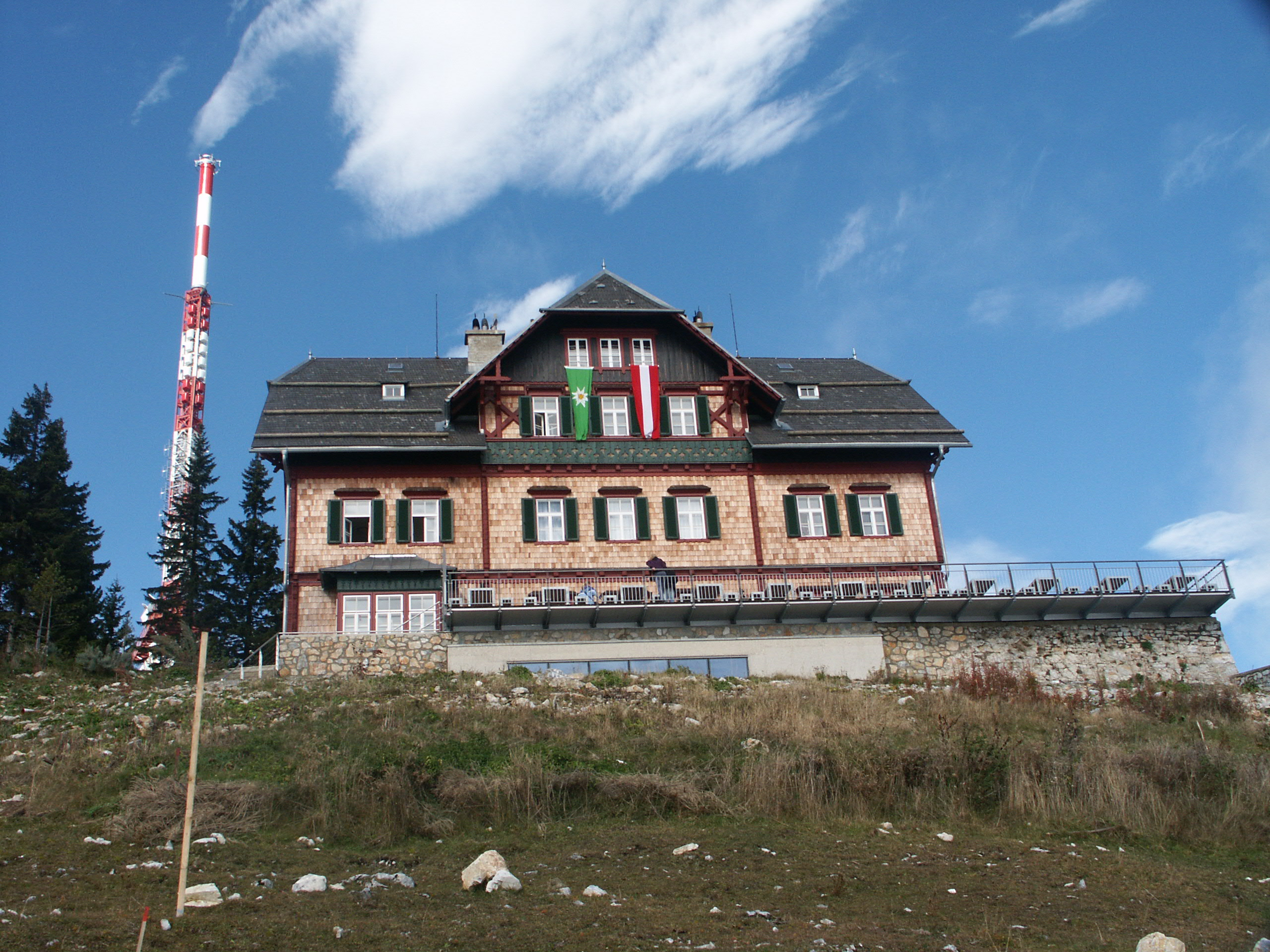
Südseite des Stubenbeghauses (2002)

1930 wurde das Stubenberghaus elektrifiziert, 1936 schuf man die Südterrasse. In der Zeit des Ständestaates war hier ein Treffpunkt der schon 1933 vom vehement anti-Hitler eingestellten Dollfuß/Schuschnigg-Regime verbotenen NSDAP in Österreich. Der Steirische Gebirgsverein schloss sich 1934 dem Deutschen und Österreichischen Alpenverein (DuOeAV) an.
Es kam ab dieser Zeit zur Postzensur und zu Hausdurchsuchungen durch die Bundesgendarmen. Nach dem „Anschluss“ 1938 wurde der nunmehr in Deutscher Alpenverein umbenannte DuOeAV als Fachverband Bergsteigen in den NSRL eingegliedert. Das Haus konnte erst nach dem Zweiten Weltkrieg wieder von der Sektion Graz des neubegründeten Österreichischen Alpenvereins (ÖAV) eröffnet werden.
1971–74 wurde das Stubenberghaus erweitert.
1990 wurde das Bauwerk unter Denkmalschutz gestellt.
Unter Aufsicht des Bundesdenkmalamtes nahm man 1999 eine Generalsanierung in Angriff. Dazu wurde ein Architekturwettbewerb ausgeschrieben, den Architekten Karl-Heinz Winkler gewann. Die alten Blockwände des Holzhauses konnten restauratorisch erhalten werden, die Lärchenschindelung der Fassade wurde nach den Originalmustern wiederhergestellt, weitere Terrassen nach Gesichtspunkten der örtlichen Materialien angefügt. Am 9. Juni 2001 erfolgte die Wiederöffnung.

## Betrieb und Touren
Die als Berggasthof genützte Hütte auf einer Seehöhe von etwa 1430 m ü. A. wird von der Sektion Graz des Österreichischen Alpenvereins, betrieben. Sie hat eine Süd- und Westterrasse und mehrere „Stuben“. Es stehen insgesamt 14 Zimmer zur Verfügung.
Der Aufstieg zum Stubenberghaus kann über mehrere Wanderwege, mittels Mountainbike über eine seit 1993 für den allgemeinen Verkehr gesperrte ehemalige Mautstraße, die Schöcklhöhenstraße, oder per Schöckl-Seilbahn erfolgen. Das Haus ist auch ein wichtiger Stützpunkt für Pilger auf dem Steirischen Mariazellerweg.